# Friedrich Wilhelm Kesselring
Friedrich Wilhelm Kesselring (* 1876 in St. Petersburg; † 1966 in Darmstadt) war ein schweizerisch-deutscher, russischer Botaniker und Leiter des Botanischen Gartens in Darmstadt.

## Leben
Friedrich Wilhelm Kesselring wurde als Sohn des Schweizers Jakob Kesselring (1835–1909), dem Mitinhaber des Regelschen Betriebs, und einer Tochter von Eduard Regel, 1876 in St. Petersburg geboren. Er war also der Enkel von Eduard August von Regel, der von 1855 bis 1892 im berühmten Botanischen Garten in St. Petersburg arbeitete, davon seit 1875 als Direktor, und auch einen bedeutenden Gartenbaubetrieb besaß.
Friedrich Wilhelm Kesselring erhielt seine Ausbildung bei der Lehranstalt für Gartenbau, Obstkultur und Pomologie Reutlingen, wo er 1896 als bester Schüler mit Auszeichnung abschloss. Danach hielt er sich in verschiedenen größeren Gärten in Europa auf. Er kehrte schließlich nach St. Petersburg zurück und wurde 1909 Leiter und Mitinhaber des Pomologischen Instituts der Baumschule Regel und Kesselring. Durch seine Beziehungen gelang ihm der Aufbau einer reichen Sammlung von Stauden aus dem Kaukasus, aus Turkestan, Sibirien und der Mandschurei.
Während der russischen Revolution verlor Kesselring seinen Betrieb und sein ganzes Vermögen. Er floh schließlich über das Baltikum in die Schweiz, woher sein Vater Jakob Kesselring stammte. 1922 wurde er von Karl Ritter von Goebel nach München geholt. Dort betreute Kesselring das Alpinum und die in den Alpen gelegene Gartendependence am Schachen.
Auf Vermittlung von Goebel trat er 1926 die Nachfolge von Joseph Anton Purpus als Inspektor im Botanischen Garten Darmstadt an.
Kesselring war Autor zahlreicher Abhandlungen über botanische Fragen. Besonders aktiv war er in der Zeit zwischen 1925 und 1928, in der er zahlreiche Aufsätze in der von seinem Großvater Eduard August von Regel begründeten Zeitschrift Gartenflora verfasste. Kesselring wird als ein bescheidener Mann mit umfassenden Pflanzenkenntnissen und tiefer Frömmigkeit beschrieben.
Kesselring wurde im Jahre 1947, im Alter von 71 Jahren, pensioniert. Bis zu seinem Tod im Jahre 1966 bewohnte er ein kleines Gartenhaus am Westrand des Botanischen Gartens in Darmstadt.

## Ehrungen
- Bundesverdienstkreuz am Bande (17. März 1961)[1]